# Apparatschik
Apparatschik is een in 1989 geformeerde Duitse band uit Berlijn.

## Bezetting
Huidige bezetting
- Oljég Matrosov[3] (balalaika, zang)
- Juri Bajan[4] (accordeon)
- Viktor Bassjuk (contrabas, balalaika)
- Fedia Filipovich (drums)

## Geschiedenis
Olaf Opitz (artiestennaam Oljeg Matrosow) ging in 1986 van de DDR naar West-Berlijn. Met andere muzikanten formeerde hij in 1988 een trio met gitaar, accordeon en balalaika. Aanvankelijk werd gespeeld op privéfeestjes en op straat, voordat de eerste officiële optredens plaatsvonden. De naam Apparatschik werd gekozen, omdat tijdens de periode van glasnost en perestrojka de Russische binnenlandse politiek een veelvoorkomend thema was in de pers en daarbij ook deze uitdrukking viel.
Vanaf 1993 werd met de Berlijnse skaband Blechreiz het project Skasdrowje in het leven geroepen. Deze multiculturele bigband bracht Russische folklore in ska-ritme ten gehore op vele festivals.
De band speelde naar eigen verwoording Volxmusik met overwegend Russische teksten bij dansmuziek met de instrumenten e-gitaar, balalaika, viool, accordeon, drums en orgel. Hun versie van Russische muziek wordt gekenmerkt door snelle polka- en skanummers, drinkliederen en lyrische balladen.
De muzikanten van Apparatschik werkten in 2006 mee aan de moderne uitvoering van de barokopera Orest van Georg Friedrich Händel aan de Komische Oper in Berlijn. De band vertolkte bovendien hun stukken samen met het Philharmonie-orkest van de Chemnitzer Oper.

## Discografie

### Albums
- 1994: Apparatschik
- 2004: Aurora
- 2015: Apparatschik – Live in Berlin (Raumer Records)
- 2019: Apparatschik – Kurs Ost-West (Raumer Records)

### Met Oljeg Matrosov als gast
- 1996: Edle Einfalt – Stille Grösse (Freunde der italienischen Oper)
- 2000: T of U
- 2001: Kosakabilly from Baikonur (Ray & The Rockets)
- 2002: The EP & Single Collection – Rock'n'Roll & Cosmonautabilly From Outer Space (Ray & The Rockets)
- 2003: Gipsy Fantasies (Natascha Osterkorn), Raumer Records
- 2005: Sovietabilly (Dr. Bajan)
- 2009: always happy – modern gipsy music (Natascha Osterkorn), Raumer Records